# Saint-Hilaire-Taurieux
Saint-Hilaire-Taurieux ist eine französische Gemeinde mit 95 Einwohnern (Stand 1. Januar 2022) im Département Corrèze in der Region Nouvelle-Aquitaine.

## Geografie
Die Gemeinde liegt im Zentralmassiv. Tulle, die Präfektur des Départements, befindet sich gut 25 Kilometer nördlich und Argentat zehn Kilometer östlich.
Nachbargemeinden von Saint-Hilaire-Taurieux sind Neuville im Norden, Monceaux-sur-Dordogne im Osten, Chenailler-Mascheix im Südwesten, sowie Ménoire im Westen.

## Wappen
Beschreibung: In Rot drei goldene Löwen.

## Einwohnerentwicklung
| Jahr      | 1962 | 1968 | 1975 | 1982 | 1990 | 1999 | 2007 | 2016 |
| Einwohner | 173  | 173  | 139  | 116  | 103  | 87   | 97   | 99   |